# Josep Maluquer i Salvador
Josep Maluquer i Salvador (Granollers, 1863 - Madrid, 1931) fou un jurisconsult i historiador del dret català, fill de Josep Maluquer i de Tirrell.
Se'l considera el promotor de la protecció social dels treballadors espanyols, ja que l'any 1904 encapçalà el grup de promotors de la ponència que desembocà en avantprojecte i finalment en la llei que donà pas al naixement del Instituto Nacional de Previsión. Fou conseller d'aquest institut. S'ocupà durant la seva vida del sistema que permetia que els treballadors disposessin d'una pensió de jubilació, o una cobertura mínima en cas d'accident o malaltia.
Fou nomenat fill predilecte de Granollers el 14 d'octubre de 1915, ciutat on li dedicaren la Plaça de Maluquer i Salvador. L'any 1934, l'Ajuntament republicà de València li dedicà un carrer. L'any 1943, en acomplir-se el vuitantè aniversari del seu naixement, els directius de l'Instituto que ell havia fundat iniciaren una campanya entre tots els ajuntaments de l'Estat per tal que dediquessin carrers o aixequessin monuments que perpetuessin la memòria de Maluquer. La ciutat de Girona li dedicà un carrer, mentre que Barcelona es va promoure un bust inaugurat el 28 de febrer del 1947 al passatge Maluquer, carrer anomenat així des de l'any 1941. El bust, en marbre blanc i col·locat sobre un pedestal de granit, és obra de l'escultor Manuel Laviada.

## Obres publicades
- Reseña histórica de la Real Academia matritense de Jurisprudencia y Legislación (1884)[1]
- El derecho hispano-americano en la bibliografía española (1887)
- Anuario diplomático y consular español (1889)
- Las leyes y sus efectos (1889)
- Article i tractat “De la patria potestad” (1890) dins de Comentarios al Código civil español
- Una campaña en pro del seguro y de la previsión popular (1926-32)
- Article “Congreso internacional de 1887 para la protección de la propiedad literaria y artística” a la “Revista de Legislación” (1887)
- “République de Costa Rica et de l'Equateur, notice sur le mouvment législatif pendant l'anée 1886” (1888).